# Autostazione di Trento
L'Autostazione di Trento è una stazione di autobus extraurbani a Trento, è il punto centrale d'interscambio della regione con servizi giornalieri per quasi tutte le valli della provincia.

## Struttura e planimetria

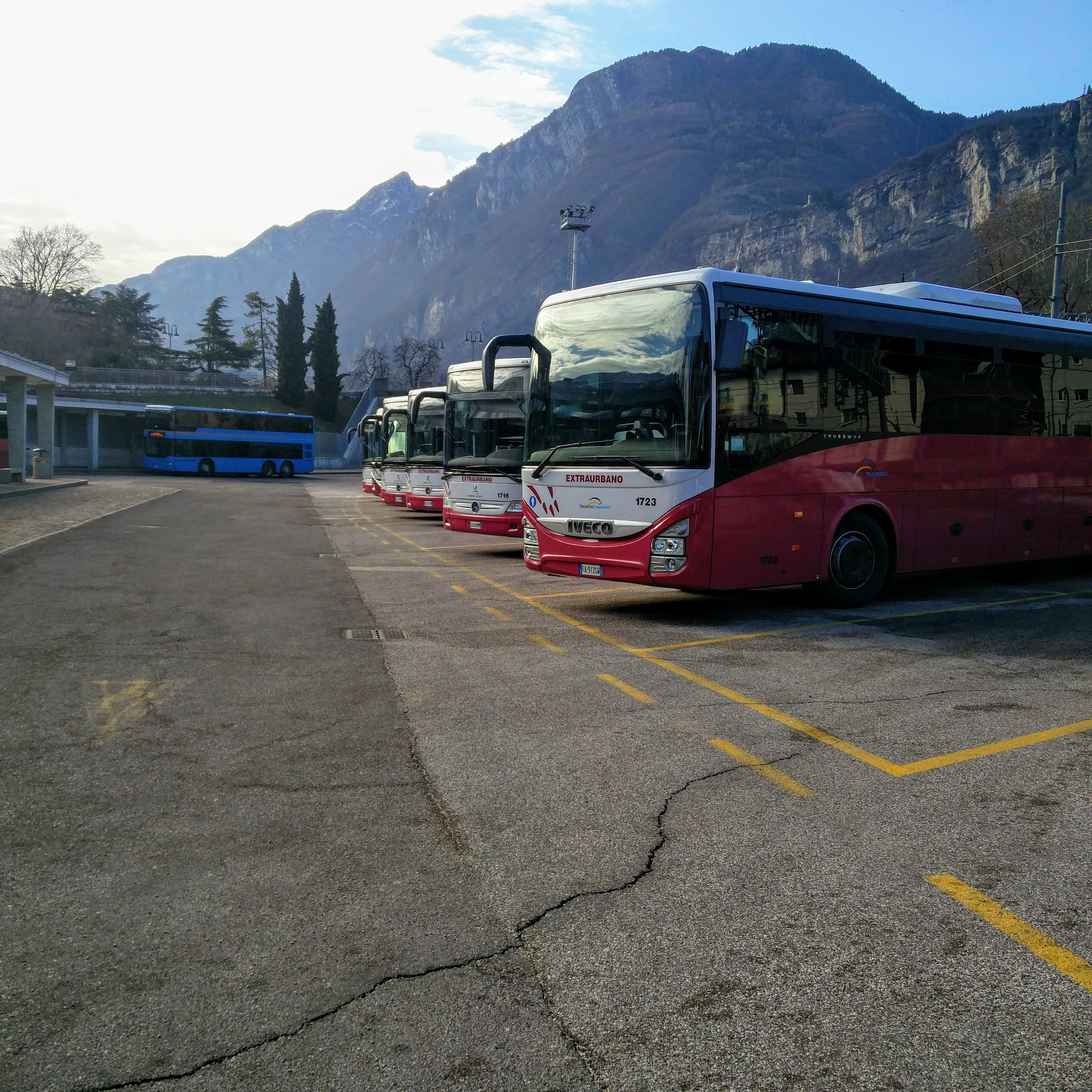
Mezzi parcheggiati nel piazzale di sosta.

L'autostazione si estende su una superficie di 5900 metri quadrati ed è divisa in 2 sezioni.

### Edificio centrale
L'edificio centrale contiene i principali servizi dell'autostazione, quali: la biglietteria, sala d'attesa, sala autisti e servizi igienici. L'intero edificio misura 735 metri quadri.

### Piazzale
Il piazzale comprende sia le tre banchine di partenza dei mezzi, che il parcheggio per gli autobus in attesa di partire. Il tutto misura 5165 metri quadri.